# Fame (альбом Грейс Джонс)
Fame (с англ. — «Слава») — второй студийный альбом американской певицы Грейс Джонс, выпущенный в 1978 году на лейбле Island Records. На данной пластинке Джонс вновь исполняет диско-музыку, при этом сохраняется структура предыдущего альбома: ритмичное попурри на первой стороне, и начало с классической французской песни (здесь — «Autumn Leaves») на другой стороне. В поддержку альбома было выпущено несколько синглов, в том числе успешный «Do or Die», занявший верхние позиции танцевальных чартов.

## Список композиций
| №  | Название    | Автор(ы)                    | Длительность |
| -- | ----------- | --------------------------- | ------------ |
| 1. | «Do or Die» | Джек Робинсон, Дэвид Кристи | 6:47         |
| 2. | «Pride»     | Джек Робинсон, Дэвид Кристи | 6:23         |
| 3. | «Fame»      | Джил Славин, Джек Робинсон  | 5:37         |

| №  | Название                                        | Автор(ы)                                     | Длительность |
| -- | ----------------------------------------------- | -------------------------------------------- | ------------ |
| 4. | «Autumn Leaves»                                 | Жозеф Косма, Жак Превер                      | 7:02         |
| 5. | «All on a Summers Night»                        | Джек Робинсон, Дэвид Кристи                  | 4:17         |
| 6. | «Am I Ever Gonna Fall in Love in New York City» | Вивьен Робинсон, Джек Робинсон, Дэвид Кристи | 5:28         |
| 7. | «Below the Belt»                                | Грейс Джонс, Пьер Пападимандис               | 4:43         |

## Участники записи
- Грейс Джонс — ведущий вокал

Музыканты:
- Дон Ренальдо — струнные, духовые
- Ларри Вашингтон — конги, перкуссия
- Джимми Уильямс — бас-гитара
- Пигги Пигерино — скрипка
- Мото — бубны
- Кит Бенсон — ударные
- Джон Дэвис — аранжировки, клавишные
- Sweethearts of Sigma:
  - Барбара Ингрэм[англ.] — бэк-вокал
  - Карла Бенсон — бэк-вокал
  - Карла Бенсон — бэк-вокал

Технический персонал:
- Том Молтон — музыкальный продюсер
- Артур Стоппе — инженер по записи и микшированию
- Даррелл Роджерс — ассистент инженера по записи и микшированию
- Хосе Родригес — мастеринг-инженер
- Ричард Бернштейн — разработка концепции дизайна, графического и художественного оформления альбома
- Нил Терк — арт-директор
- Фрэнсис Джаг — фотографии
- Соня Москевич – фотографии

## Позиции в хит-парадах
| Хит-парад                              | Высшая позиция |
| -------------------------------------- | -------------- |
| Австралия (Kent Music Report)          | 59             |
| Италия (FIMI)                          | 15             |
| Канада (RPM Dance Albums)              | 5              |
| США (Billboard 200)                    | 97             |
| США (Billboard Top R&B/Hip-Hop Albums) | 57             |
| Швеция (Sverigetopplistan)             | 22             |